# Museo Carlos Cruz Díez
El Museo de la Estampa y del Diseño Carlos Cruz Diez o simplemente Cruz Diez, es un museo de Caracas, Venezuela ubicado en el Paseo Vargas de la avenida Bolívar en el centro de esa ciudad. Lleva su nombre en honor al artista venezolano Carlos Cruz Diez.
Fue inaugurado en 1997 para exhibir obras de Cruz Diez y otros artistas modernistas. La edificación diseñada por el arquitecto Horacio Corser, tiene cuatro niveles en un área de 2.406 m². El museo cuenta con cerca de 2.500 piezas dedicadas al arte de la estampa y el diseño. Se puede acceder por medio del Metro de Caracas en las estaciones Nuevo Circo o Parque Carabobo, y por transporte público o particular a través de la avenida Bolívar.